# Pegusa cadenati
Pegusa cadenati és un peix teleosti de la família dels soleids i de l'ordre dels pleuronectiformes.

## Hàbitat
Viu en aigües poc fondes.

## Distribució geogràfica
Es troba a les costes de Cap Verd.